# Andrés Gimeno
Andrés Gimeno Tolaguera (* 3. August 1937 in Barcelona; † 9. Oktober 2019 ebenda) war ein spanischer Tennisspieler.

## Karriere
In den 1960er Jahren trat Gimeno mehrere Jahre auf der damaligen Profitour an, wo er gute Erfolge erreichte, so beispielsweise das Erreichen der Finale der Pro-Turniere der US Open, French Open und in Wembley.
Nach der Zulassung von Profis bei Grand-Slam-Turnieren in der Open Era konnte er nach 1968 ebenfalls sportliche Erfolge verbuchen. Sein erstes Grand-Slam-Turnierfinale erreichte Gimeno 1969 bei den Australian Open, wo er dem Australier Rod Laver unterlag. Für Laver war es der erste Turniersieg auf dem Weg zum echten Grand Slam.
Im Jahr 1972 gewann Gimeno das Herreneinzel bei den French Open. Auf dem Weg zum Titel bestritt er zwei Fünfsatz-Matches und bezwang unter anderem Ilie Năstase, Stan Smith, und Alex Metreweli. Er war mit 34 Jahren und 10 Monaten zu dem Zeitpunkt der älteste Sieger der French Open und hatte ein Alter, das auch später nur von wenigen Siegern von Grand-Slam-Turnieren übertroffen wurde.
Zwischen 1958 und 1973 trat Gimeno für die spanische Davis-Cup-Mannschaft bei 13 Begegnungen an. Von 33 Matches konnte er 23 gewinnen.
In seiner gesamten Karriere hatte er eine Bilanz von 881 Siegen gegenüber 533 Niederlagen und konnte insgesamt 44 Titel für sich entscheiden, von denen er 14 in der Open Era erreichte. Seine beste Weltranglistenplatzierung war ein dritter Platz, den er auch vor der Open Era innehatte.
Nach seiner aktiven Karriere arbeitete Gimeno als Kommentator im spanischen Fernsehen und eröffnete einen Tennisclub in Heimatstadt. Im Jahr 2009 wurde er in die International Tennis Hall of Fame aufgenommen.

## Erfolge
| Legende (Anzahl der Siege) |
| Grand Slam (1)             |
| Saisonendveranstaltung     |
| Sonstige Turniere (13)     |

| ATP-Titel nach Belag |
| Hartplatz (5)        |
| Sand (5)             |
| Rasen (1)            |
| Teppich (3)          |

### Einzel

#### Turniersiege
| Nr. | Datum              | Turnier       | Belag         | Finalgegner     | Ergebnis                 |
| --- | ------------------ | ------------- | ------------- | --------------- | ------------------------ |
| 1.  | 28. März 1968      | Bogotá        | Sand (i)      | Fred Stolle     | 11:13, 6:3, 6:4          |
| 2.  | 28. März 1968      | Binghamton    | Hartplatz     | Fred Stolle     | 6:4, 6:1                 |
| 3.  | 28. März 1969      | New York City | Teppich (i)   | Arthur Ashe     | 6:1, 6:2, 3:6, 6:8, 9:7  |
| 4.  | 20. September 1969 | Köln          | Hartplatz (i) | Roy Emerson     | 6:3, 19:17               |
| 5.  | 9. November 1969   | Barcelona     | Sand          | Rod Laver       | 10:8, 2:6, 3:6, 6:4, 6:1 |
| 6.  | 26. April 1970     | Dallas        | Teppich (i)   | Roy Emerson     | 6:2, 6:3, 6:2            |
| 7.  | 23. Mai 1971       | Hamburg       | Sand          | Péter Szőke     | 6:3, 6:2, 6:2            |
| 8.  | 13. Februar 1972   | Los Angeles   | Hartplatz (i) | Pierre Barthes  | 6:3, 2:6, 6:2            |
| 9.  | 4. Juni 1972       | French Open   | Hartplatz (i) | Patrick Proisy  | 4:6, 6:3, 6:1, 6:1       |
| 10. | 24. Juni 1972      | Eastbourne    | Rasen         | Pierre Barthes  | 7:5, 6:3                 |
| 11. | 16. Juli 1972      | Gstaad        | Sand          | Adriano Panatta | 7:5, 9:8, 6:4            |

#### Finalteilnahmen
| Nr. | Datum            | Turnier         | Belag         | Finalgegner    | Ergebnis                |
| --- | ---------------- | --------------- | ------------- | -------------- | ----------------------- |
| 1.  | 19. April 1968   | Paris           | Hartplatz (i) | Ken Rosewall   | 3:6, 4:6                |
| 2.  | 18. August 1968  | Fort Worth      | Hartplatz     | Ken Rosewall   | 4:6, 3:6                |
| 3.  | 6. Oktober 1968  | Corpus Christi  | Hartplatz     | Rod Laver      | 2:6, 4:6                |
| 4.  | 23. Oktober 1968 | São Paulo       | Sand (i)      | Rod Laver      | 2:6, 6:2, 3:6           |
| 5.  | 29. Oktober 1968 | La Paz          | Sand          | Rod Laver      | 4:6, 6:3, 5:7           |
| 6.  | 2. November 1968 | Lima            | Sand          | Fred Stolle    | 6:2, 2:6, 3:6           |
| 7.  | 26. Januar 1969  | Australian Open | Rasen         | Rod Laver      | 3:6, 4:6, 5:7           |
| 8.  | 25. Mai 1969     | Amsterdam       | Sand          | Tom Okker      | 4:6, 3:6                |
| 9.  | 14. Februar 1970 | Hollywood       | Sand          | Ken Rosewall   | 6:3, 2:6, 6:3, 6:7, 3:6 |
| 10. | 7. Juni 1970     | Casablanca      | Sand          | John Newcombe  | 4:6, 4:6, 4:6           |
| 11. | 14. Mai 1972     | Brüssel         | Sand          | Manuel Orantes | 4:6, 1:6, 6:2, 5:7      |
| 12. | 5. November 1972 | Paris           | Hartplatz (i) | Stan Smith     | 2:6, 2:6, 5:7           |
| 13. | 22. Juli 1973    | Hilversum       | Sand          | Tom Okker      | 6:2, 4:6, 4:6, 7:6, 3:6 |

### Doppel

#### Turniersiege
| Nr. | Datum            | Turnier   | Belag       | Doppelpartner  | Finalgegner                  | Ergebnis           |
| --- | ---------------- | --------- | ----------- | -------------- | ---------------------------- | ------------------ |
| 1.  | 1. Juni 1970     | St. Louis | Hartplatz   | John Newcombe  | Roy Emerson Rod Laver        | 6:4, 6:2           |
| 2.  | 23. Mai 1971     | Hamburg   | Sand        | John Alexander | Dick Crealy Allan Stone      | 6:4, 7:5, 7:9, 6:4 |
| 3.  | 20. Februar 1972 | Salisbury | Teppich (i) | Manuel Orantes | Juan Gisbert Vladimír Zedník | 6:4, 6:3           |

#### Finalteilnahmen
| Nr. | Datum             | Turnier      | Belag         | Doppelpartner   | Finalgegner                      | Ergebnis           |
| --- | ----------------- | ------------ | ------------- | --------------- | -------------------------------- | ------------------ |
| 1.  | 27. April 1968    | Bournemouth  | Sand          | Pancho Gonzales | Roy Emerson Rod Laver            | 6:8, 6:4, 3:6, 2:6 |
| 2.  | 9. September 1968 | US Open      | Rasen         | Pancho Gonzales | Bob Lutz Stan Smith              | 9:11, 1:6, 5:7     |
| 3.  | 29. November 1969 | Stockholm    | Hartplatz (i) | Graham Stilwell | Roy Emerson Rod Laver            | 4:6, 2:6           |
| 4.  | 30. August 1970   | South Orange | Rasen         | Rod Laver       | Patricio Cornejo Jaime Fillol    | 6:3, 6:7, 6:7      |
| 5.  | 10. Mai 1971      | Rom          | Sand          | Roger Taylor    | John Newcombe Tony Roche         | 4:6, 4:6           |
| 6.  | 24. Oktober 1971  | Barcelona    | Sand          | Cliff Drysdale  | Željko Franulović Juan Gisbert   | 6:7, 2:6, 6:7      |
| 7.  | 6. Februar 1972   | Kansas City  | Hartplatz (i) | Manuel Orantes  | Ilie Năstase Ion Țiriac          | 7:6, 4:6, 6:7      |
| 8.  | 5. März 1972      | Hampton      | Teppich (i)   | Manuel Orantes  | Ilie Năstase Ion Țiriac          | 5:7, 5:7           |
| 9.  | 16. April 1972    | Madrid       | Sand          | Manuel Orantes  | Ilie Năstase Ion Țiriac          | 3:6, 4:6, 4:6      |
| 10. | 5. November 1972  | Paris        | Hartplatz (i) | Juan Gisbert    | Pierre Barthès François Jauffret | 3:6, 2:6           |